# Пенья, Рикардо
Рикардо Альен Пенья Гутьеррес (исп. Ricardo Allen Peña Gutiérrez; род. 15 июля 2004, Лимон) — коста-риканский футболист, полузащитник клуба «Бетис Депортиво» и сборной Коста-Рики.

## Клубная карьера
Пенья — воспитанник клубов Лимон и «Футбол Консультантс». В 2020 году он дебютировал в составе последних. В 2022 году Рикардо на правах аренды перешёл в испанский Бетис, где начал выступать за команду дублёров. 

## Международная карьера
В 2022 году в составе молодёжной сборной Коста-Рики Пенья принял участие в молодёжном Кубке КОНКАКАФ в Гондурасе. На турнире он сыграл в матчах против команд Ямайки, Антигуа и Барбуды, Гондураса и США. 
21 июня 2023 года в товарищеском матче против сборной Эквадора Пенья дебютировал за сборную Коста-Рики. В 2023 году в составе сборной Рикардо принял участие в Золотом кубке КОНКАКАФ. На турнире он сыграл в матче против сборной Панамы. 